# حسحاس (اسم)
حسحاس هو اسم علم مذكر من أصل عربي، ومعناه هو خفيف الحركة، والكريم؛ فهم يقولون لرجل الجواد حسحاسًا، وبنو الحسحاس قوم من العرب.

## شخصيات تحمل الاسم
- حسحاس بن بكر

## وصلات خارجية
- موسوعة السلطان قابوس لأسماء العرب